# Charoides fulvofasciata
Charoides fulvofasciata là một loài bọ cánh cứng trong họ Cerambycidae.